# Charles Friedel
Charles Friedel (Straatsburg, 12 maart 1832 – Montauban, 20 april 1899) was een Frans chemicus die vooral bekend geworden is door de ontdekking van de zogenaamde Friedel-Crafts-alkylering en Friedel-Crafts-acylering met zijn vriend James Crafts in 1877.
Friedel studeerde vanaf 1850 in Straatsburg natuurwetenschappen en zette zijn studie na een korte onderbreking voort in 1852 aan de Sorbonne in Parijs. Van 1856 tot 1870 werkte hij als conservator voor de mineralenverzameling van de École de mines. Tijdens deze periode verdiepte hij zijn chemische kennis bij Charles-Adolphe Wurtz in het laboratorium van École de Medicine, waar hij Crafts ontmoette. Na zijn promotie in 1869, kreeg hij een positie aan de École Normale en in 1876 volgde een benoeming als hoogleraar in de mineralogie. In 1884 werd hij hoogleraar anorganische chemie aan de Sorbonne in Parijs.
Charles Friedel is de vader van de mineraloog en kristallograaf Georges Friedel (1865–1933). Hij overleed op 67-jarige leeftijd.